# Kvarnagölen, Blekinge
Kvarnagölen är en sjö i Ronneby kommun i Blekinge och ingår i Ronnebyåns huvudavrinningsområde.